# Hanna Reitsch
 (mars 2015).
Si vous disposez d'ouvrages ou d'articles de référence ou si vous connaissez des sites web de qualité traitant du thème abordé ici, merci de compléter l'article en donnant les références utiles à sa vérifiabilité et en les liant à la section « Notes et références ».
Hanna Reitsch (Hirschberg im Riesengebirge, 29 mars 1912 – Francfort-sur-le-Main, 24 août 1979) est une aviatrice allemande du XXe siècle. Elle est titulaire de plus de 40 records dans différentes classes et avec différents types d'appareils. Officier de la Luftwaffe, elle participe aux combats lors de la Seconde Guerre mondiale.

## Biographie

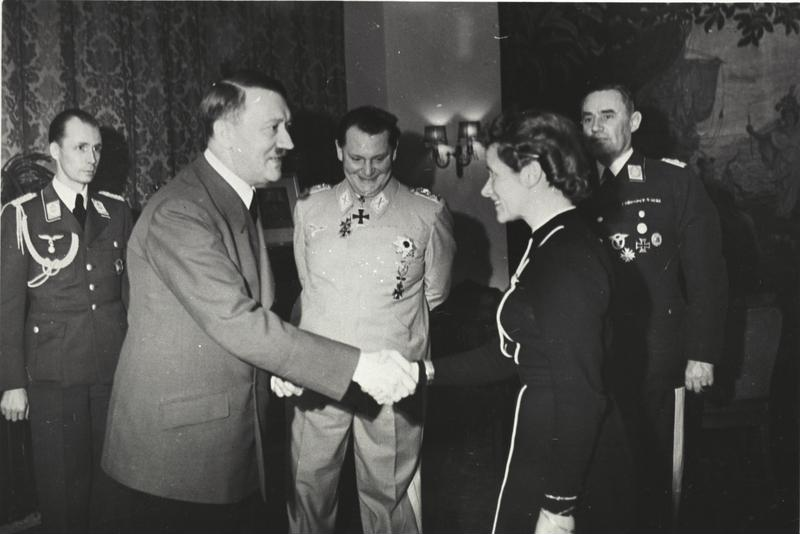
Adolf Hitler lui remet la croix de fer de 2e classe (mars 1941).

### Jeunesse et débuts en tant que pilote
Hanna Reitsch naît dans l'arrondissement d'Hirschberg-des-Monts-des-Géants en Silésie prussienne dans une famille de la haute bourgeoisie prussienne luthérienne par son père et d'une famille de la basse noblesse autrichienne catholique par sa mère, les Helff Hibler von Alpenheim. Dès son enfance, elle est passionnée d'aviation et rêve de devenir une « missionnaire volante ». Lorsqu'elle n'a pas classe, elle se rend à vélo à l'aérodrome de vol à voile près de Grünau. Elle obtient son baccalauréat (Abitur) en 1931 puis suit des cours à l'École coloniale pour femmes de Rendsburg. À partir de 1932, elle étudie la médecine à Berlin et à Kiel. Parallèlement à ses études, elle obtient son brevet de pilote de planeur et d'avion à moteur en 1932 à Berlin. Elle enregistre son premier record la même année : le record féminin de vol en planeur avec une durée de 5 h 30.
En 1933, Wolf Hirth demande à Hanna Reitsch de travailler comme monitrice dans sa nouvelle école de vol à voile située à Hornberg, près de Schwäbisch Gmünd. De 1933 à 1934, elle participe à une expédition d'exploration au Brésil et en Argentine. Elle arrête également ses études au profit de l'aviation. À partir de juin 1934, elle travaille comme pilote d'essai à l'Institut allemand de recherche sur les planeurs (Deutsche Forschungsanstalt für Segelflug) de Darmstadt. En 1936, elle « pulvérise » le record de distance parcourue en planeur en volant 305 km.

### Pilote d'essais militaires
En 1937, Hanna Reitsch est détachée, à la demande de l'inspecteur de la Luftwaffe Ernst Udet, au centre d'essais en vol de la Luftwaffe, situé à Rechlin. Elle a alors l'occasion de tester des avions militaires, des Stukas, des bombardiers et des avions de chasse. La même année, elle obtient d'Udet, en tant que première femme au monde, le titre honorifique de Flugkapitän, l'équivalent de commandant de bord. Melitta von Stauffenberg, est également la première femme-pilote de la Lufthansa, obtenant le même titre quelques mois plus tard. Toujours en 1937, Hanna Reitsch est la première femme au monde à survoler les Alpes en planeur.
Elle est également la première femme à piloter l'hélicoptère Focke-Wulf Fw 61, construit en secret par Henrich Focke, dont elle fait une présentation notoire, en 1938 : il s'agit en l'occurrence du premier vol en salle d’un hélicoptère, dans la Deutschlandhalle (palais des fêtes) à Berlin. Placé à l'avant de l'appareil, un moteur en étoile de 160 chevaux entraîne deux hélices sustentatrices disposées symétriquement par rapport à l’axe longitudinal. À l’arrière de l’appareil, une gouverne de profondeur est placée en T au sommet du gouvernail de direction. À l’avant, une petite hélice refroidit le moteur. Cet appareil est connu par ses records : vitesse dépassant 120 km/h, distance parcourue en ligne droite de 230 km, vol vers l’arrière à 30 km/h, descente placée-moteur arrêté, sous le seul freinage des hélices sustentatrices débrayées en autorotation, montée à 2 439 mètres.
En parallèle, Hanna Reitsch remporte la course de planeurs entre l'île de Sylt et Breslau (Silésie).
En 1939, elle effectue les vols de mise au point pour le planeur géant Me 321 destiné aux troupes aéroportées allemandes. Elle effectue également des essais avec le Dornier Do 17 et le Heinkel He 111 pour vérifier si les câbles d'acier des ballons de barrage britanniques peuvent être sectionnés à l'aide d'un dispositif fixé sur les appareils, en l'occurrence une lame montée sur un filin reliant les extrémités des ailes. Ces essais sont interrompus lorsque les câbles d'un ballon se prennent dans l'hélice de son avion. Elle ne doit la vie qu'à la chance de sortir indemne d'un atterrissage en catastrophe.

### Pendant la guerre
En 1942, Reitsch vole à Augsbourg avec le premier avion-fusée au monde, le Messerschmitt Me 163 Komet. Les essais effectués sur cet avion avaient déjà coûté la vie à plusieurs pilotes et elle aussi est grièvement blessée lors d'un accident qui lui vaut cinq mois d'hospitalisation et la mise en place d'un nez artificiel. À la suite de cet essai, elle est décorée pour son engagement de la croix de fer de 1re classe, dont elle a d'ailleurs été l'unique récipiendaire féminine. Dès l'été 1943 elle reprend les commandes du Komet. Elle participe ensuite activement aux essais effectués sur le missile V1, dans sa version de test pilotée.
Dès 1943, face à la situation catastrophique de l'Allemagne nazie, elle tente de mettre sur pied un groupe de pilotes quasi-suicides qui doivent utiliser des Messerschmitt Me 328 fixés sur le dos d'un bombardier Dornier Do 217. Devant l'opposition de plusieurs responsables de la Luftwaffe, le projet est abandonné.
Au début du mois de mai 1944, elle obtient cependant l'aide d'Otto Skorzeny dont la détermination permet de transformer une fusée V1 en version pilotée (projet Reichenberg), le Fi 103R-IV, pouvant accueillir un passager. L'appareil est fixé sous l'aile d'un bombardier Heinkel He 111 et largué à 1 000 mètres d'altitude. Les deux premiers pilotes d'essais s'écrasent et sont grièvement blessés. Hanna s'envole pour le troisième essai et réussit à poser le V1 sans problème. Elle avait détecté que le système gyroscopique d'autoguidage était défectueux.
En octobre 1944, un collègue l'informe de l'existence possible des chambres à gaz ; elle rencontre Himmler (qu'elle avait déjà rencontré en juillet 1943) qui lui affirme que ces installations n'existent pas et qu'il s'agit d'une odieuse machination des Alliés. Ce n'est qu'après la guerre qu'elle apprend qu'Himmler l'avait trompée.
Le 26 avril 1945, elle rejoint Berlin, totalement encerclée par les troupes russes, en compagnie de son amant, le Generaloberst von Greim, à bord d'un petit monomoteur biplace Fieseler Fi 156 Storch. Greim à l'avant est atteint au pied par un tir russe et s'évanouit aux commandes, Hanna est assise derrière lui. Elle parvient cependant à poser l'avion près de la porte de Brandebourg en pilotant par-dessus l'épaule du général. Greim est nommé Generalfeldmarschall et successeur de Göring à la tête de la Luftwaffe par Hitler. Reitsch veut persuader Hitler de se faire évacuer par elle en utilisant la voie des airs, celui-ci refuse et lui remet une capsule de cyanure afin qu'elle puisse se suicider pour le cas où elle ne parviendrait pas à quitter la capitale encerclée. Reitsch parvient avec peine à quitter Berlin, elle est capturée par les Américains en mai 1945 qui la gardent en détention pendant 18 mois, en tant que prisonnière de guerre.

### Après la guerre

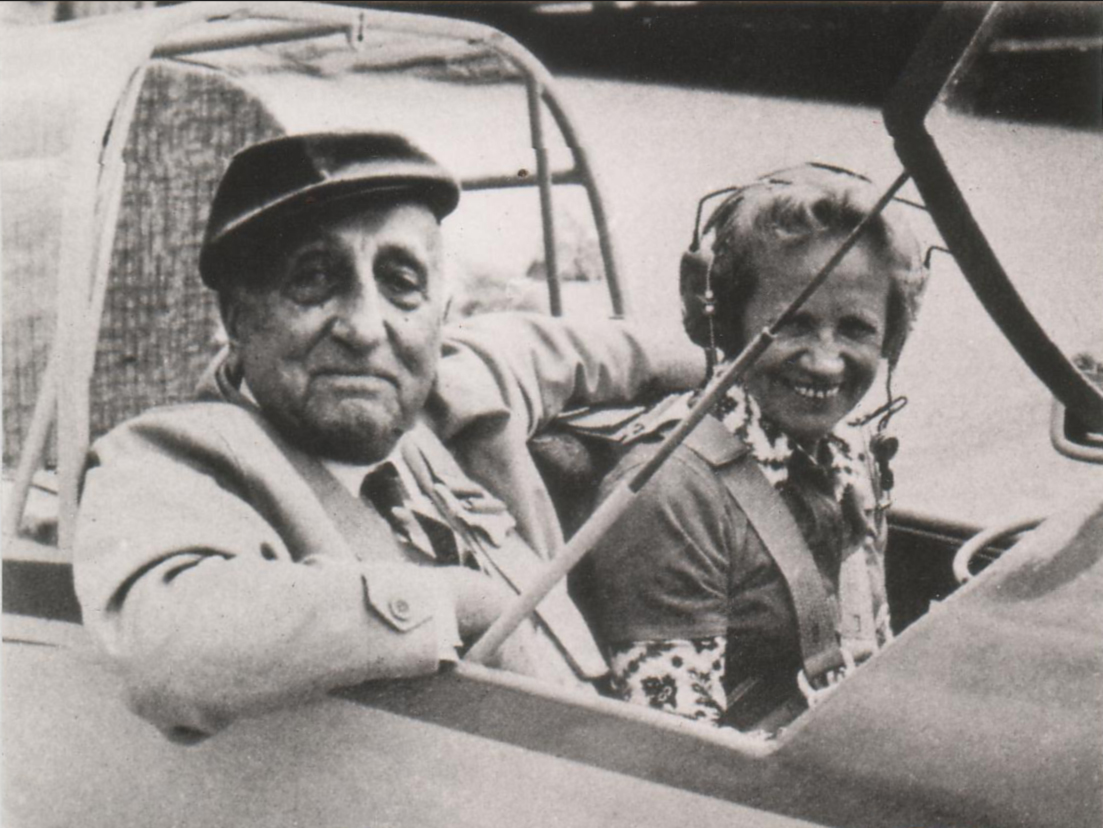
Karl Ritter et Hanna Reitsch en 1968.

Après la Seconde Guerre mondiale, les citoyens allemands n'ont plus le droit de voler, hormis en planeurs, ce « après quelques années ».
En 1948, elle rencontre Yvonne Pagniez, une ancienne résistante française et déportée. Les deux femmes nouent une amitié. Yvonne Pagniez traduira par la suite et signera la préface de son ouvrage Aventures en plein ciel .
En 1952, Hanna Reitsch obtient en Espagne une médaille de bronze lors des championnats du monde de vol à voile, alors qu'elle est la seule femme à participer aux épreuves. À partir de 1954, elle travaille à nouveau comme pilote d'essai, cette fois-ci pour le compte de l'institut de recherche en aéronautique allemand (le DVL, Deutsche Versuchsanstalt für Luftfahrt), situé à Darmstadt.
En 1959, elle se rend en Inde, sur invitation du Premier ministre Jawaharlal Nehru, pour y constituer un réseau de planeurs performant. En 1961, elle est invitée à la Maison-Blanche par le président Kennedy.
De 1962 à 1966, Reitsch réside au Ghana, où elle crée une école de vol à voile qu'elle dirige ensuite. Dans les années 1970, elle détient encore plusieurs records dans différentes catégories.

### Dernière interview et fin de vie
Elle déclarait en 1970 :
« Je n'ai pas honte de dire que j'ai cru au national-socialisme. Je porte toujours la Croix de fer avec diamants qui m'a été remise par Hitler. Mais aujourd'hui, dans toute l'Allemagne, on ne peut pas trouver une seule personne qui ait porté Adolf Hitler au pouvoir. De nombreux Allemands se sentent coupables de la guerre. Mais ils n'expliquent pas la vraie culpabilité que nous partageons. Celle d'avoir perdu. »
Hanna Reitsch vole jusqu'à la fin de sa vie. Elle meurt en 1979 des suites d'une défaillance cardiaque. Elle est enterrée dans la tombe familiale du cimetière communal de Salzbourg.

## Performances aéronautiques
- 1932 : record de durée de vol en planeur féminin (5 h 30)
- 1936 : record de distance de vol en planeur féminin (305 km)
- 1937 : premier survol des Alpes en planeur par une femme
- 1938 : première personne à faire voler un hélicoptère dans une salle
- 1939 : record du monde de vol à voile de précision féminin
- 1952 : troisième place lors des championnats du monde de vol à voile en Espagne
- 1955 : championne d'Allemagne en vol à voile
- 1956 : record de distance allemand de vol en planeur féminin (370 km)
- 1957 : record d'altitude allemand de vol en planeur féminin (6 848 m)
- 1960 : 300 km de vol sur un parcours en triangle
- 1970 : record allemand de vol en planeur féminin sur 500 km ainsi que championne d'Allemagne du concours allemand de vol à voile (classe féminine)
- 1971 : vainqueur aux championnats du monde de vol en hélicoptère (classe féminine)
- 1972 : record allemand de vol à voile de vitesse sur 300 km sur un parcours triangulaire
- 1977 : record allemand féminin en vol à voile aller-retour sur 644 km
- 1978 : record du monde féminin en vol à voile

## Œuvres d’Hanna Reitsch
- Aventures en plein ciel, du planeur à l'avion-fusée, La Palatine, 1952.
- Aventures en plein ciel : Du planeur à l’avion-fusée [« Fliegen, mein Leben »] (trad. de l'allemand), Toulouse, Auda Isarn, 2012, 224 p. (ISBN 978-2-917295-33-5, présentation en ligne).
- J'ai volé pour Kwame Nkrumah [« Ich flog für Kwame Nkrumah »], 1968.
- L'Indestructible dans ma vie [« Das Unzerstörbare in meinem Leben »], 1975.
- Des hauts et des bas - 1945 jusqu'à aujourd'hui [« Höhen und Tiefen - 1945 bis zur Gegenwart »], 1978.

## Distinctions et décorations
- Seconde Guerre mondiale :
  - Croix de fer 2e classe ;
  - Croix de fer 1re classe (cette dernière en tant qu'unique femme)[1] ;
  - Insigne de pilote-observateur, en or avec diamants.
- 1972 : membre d'honneur de la Society of Experimental Test Pilots en Californie et désignée « Pilote de l'année 1971 » par le International Order of Charakters
- 1975 : chaîne internationale de la « Rose des Vents »

## Dans la culture
Son personnage est interprété par Barbara Rütting dans le film Opération Crossbow (1965) et par Anna Thalbach dans le film La Chute (2004).
Hanna Reitsch a inspiré le personnage de Lady X dans les aventures de Buck Danny (en particulier Buck Danny contre Lady X).
Elle est l'héroïne principale dans la série de bandes dessinées Dent d'ours de Yann et Henriet, uchronie qui compte six volumes en 2018 (le tome 2 est intitulé « Hanna »).
Hanna Reitsch apparaît dans la série de livres Wunderwaffen et se trouve aux côtés du héros Murnau et du pilote Hans Ulrich Rudel.